# انجمن بین‌المللی انرژی خورشیدی
انجمن بین‌المللی انرژی خورشیدی (اباخ) (انگلیسی: International Solar Energy Society) سازمانی جهانی برای ترویج و توسعه انرژی خورشیدی است. این انجمن سازمانی مردم‌نهاد سازمان ملل است و مرکز آن در فرایبورگ، آلمان قرار دارد. سال ۱۹۵۴ این انجمن بنا نهاده شد.